# 0346

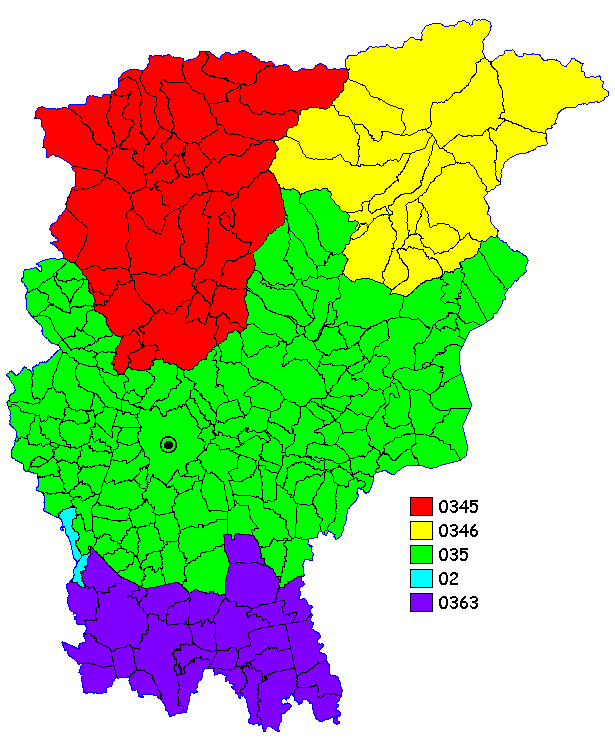
Mappa dei prefissi telefonici nella provincia di Bergamo

0346 è il prefisso telefonico del distretto di Clusone, appartenente al compartimento di Milano.
Il distretto comprende la parte nord-orientale della provincia di Bergamo e corrisponde grosso modo all'Alta Val Seriana ed alla Valle di Scalve. Confina con i distretti di Sondrio (0342) a nord, di Breno (0364) a est, di Bergamo (035) a sud e di San Pellegrino Terme (0345) a ovest.

## Aree locali e comuni
Il distretto di Clusone comprende 19 comuni compresi in 1 area locale, nata dall'aggregazione dei 3 preesistenti settori di Clusone, Gromo e Vilminore di Scalve: Ardesio, Azzone, Castione della Presolana, Cerete, Clusone, Colere, Fino del Monte, Gandellino, Gromo, Oltressenda Alta, Onore, Piario, Rovetta, Schilpario, Songavazzo, Valbondione, Valgoglio, Villa d'Ogna e Vilminore di Scalve.